# Mi mejor amigo
Mi mejor amigo (bra Meu Melhor Amigo) é um filme argentino de 2018, do gênero drama romântico, escrito e dirigido por Martín Deus.

## Enredo
Lorenzo (Angelo Mutti Spinetta), um adolescente que vive na Patagônia, recebe Caíto (Lautaro Rodríguez), filho de alguns amigos da família que estão passando por uma situação grave e não podem cuidar dele. Caíto é um jovem problemático que tem dificuldade de se adaptar. Apesar das diferenças, eles têm uma amizade peculiar, onde cada um aprende muito com o outro. Um dia, Caíto conta-lhe a verdadeira razão pela qual ele teve que sair de casa. De lá, Lorenzo terá que se encarregar de um segredo pesado demais para carregar.

## Elenco
- Angelo Mutti Spinetta - Lorenzo
- Lautaro Rodríguez - Caíto
- Guillermo Pfening - Andrés
- Mariana Anghileri - Camila
- Benito Mutti Spinetta - Luky

## Exibições
- 2018 - Roze Filmdagen | Amsterdam LGBTQ Filmfestival[2] (noite de abertura)
- Festival de Cinema Outshine, Miami[3]
- 33 Festival de filmes de amantes, Torino[4]
- Porto Rico Queer Film Fest[5]
- Festival Internacional de Cinema Cine Las Américas, Austin[6]
- Cannes Écrans Juniors 2018 (Ganhou o primeiro lugar) [7]
- Frameline 42, São Francisco[8]
- OutFilm, 31º Festival de Cinema LGBT em Connecticut[9]
- Festival de Cinema de San Sebastián 2018: Melhor Filme Nomeado[10]